# Poema a fumetti
Poema a fumetti (ung. "seriedikt") är ett seriealbum från 1969 med text och bild av italienaren Dino Buzzati. Handlingen är ett återberättande av myten om Orfeus och Eurydike, förlagt till 1960-talets Milano med rockgitarristen Orfi som huvudperson. Teckningsstilen är influerad av modernistiska konströrelser, samtida skräckfilm och popkonst.
Albumet gavs ut på italienska 1969 genom Arnoldo Mondadori Editore. Den är bland annat översatt till engelska, franska och tyska. Poem Strip, den engelska översättningen som är gjord av Marina Harss, blev publicerad 2009.